# Książę Kornwalii

Herb księcia Kornwalii

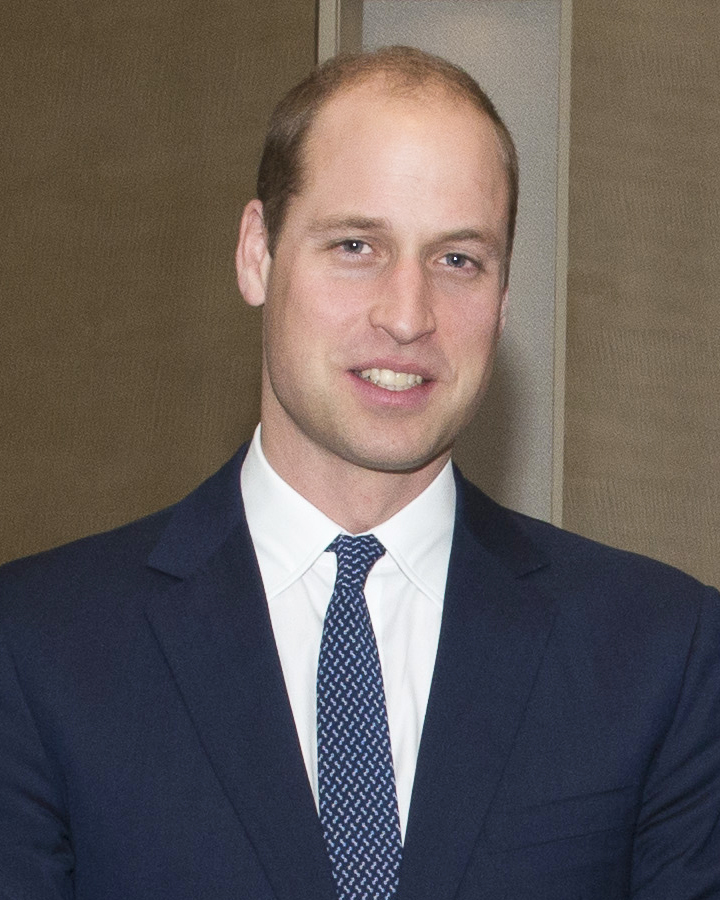
Książę Wilhelm, książę Kornwalii od 2022 roku

Książę Kornwalii (ang. Duke of Cornwall, kornijski Duk a Gernow) – brytyjski tytuł wchodzący w skład systemu parostwa angielskiego. Tytuł powstał wraz z księstwem w 1337 roku, jako pierwszy tytuł utworzony w królestwie Anglii. Tytuł związany jest z posiadłością terytorialną – księstwem Kornwalii (ang. Duchy of Cornwall, kornijski Duketh Kernow).

## Historia
Zgodnie z legendą Gorlois, książę Kornwalii, za czasów Uthera Pendragona wystąpił przeciw jego rządom, gdy ten nastawał na jego żonę Igraine. Uther zabił Gorloisa i pojął Igraine; z tego związku narodził się król Artur.
Tytuł księcia Kornwalii zawsze należał do najstarszego syna suwerena.

## Prawa księcia
Książę Kornwalii wyznacza głównego szeryfa Kornwalii – wszędzie indziej, z Walią włącznie, jest to przywilej króla. Ma również prawo do własności ziemskich zmarłej bezpotomnie arystokracji, a także prawo do każdego złowionego w wodach Kornwalii jesiotra.

## Obecny książę Kornwalii
Do 8 września 2022 roku księciem Kornwalii był Karol III, syn królowej Elżbiety II. Karol został oficjalnie ogłoszony księciem Kornwalii na zamku w Launceston w r. 1973. Podczas ceremonii otrzymał w charakterze lenna feudalnego: parę białych rękawiczek, parę złoconych ostróg, parę chartów, funt pieprzu i kminku, łuk, 100 szylingów specjalnie wybitych na tę okoliczność, drewno na ogniska i włócznię do łowienia łososi. Finansową stabilność ma zapewnić księciu nadwyżka 5-6 mln funtów, corocznie wypracowana przez księstwo.
Obecnym księciem Kornwalii (od 8 września 2022 roku) jest Wilhelm, książę Walii, syn króla Karola III.